# Ehrenkreuz für 1809 (Braunschweig)
Das Ehrenkreuz für 1809 wurde am 30. Oktober 1824 von Herzog Carl II. von Braunschweig gestiftet und konnte an alle Personen verliehen werden, die seinem Vater Herzog Friedrich Wilhelm 1809 während der Fünften Koalitionskrieges mit der Schwarzen Schar auf dem Marsch von Böhmen nach England gefolgt waren.
Für Offiziere Silbervergoldet, für Unteroffiziere und Mannschaften aus Bronze, hat es die Form eines Tatzenkreuzes. Die Arme des Kreuzes sind durch einen Eichenlaubkranz (Lorbeer umwunden) verbunden. Bei der Ausführung für Offiziere ist dieser grün emailliert mit einer roten Eichel. In der Kreuzmitte das springende Welfenross auf einem Rasenstück. Auf den Kreuzarmen von oben nach unten die Inschrift CARL FRIEDRICH AUGUST WILHELM. Rückseitig in den Kreuzarmen FÜR TREUE UND TAPFERKEIT und mittig die Jahreszahl 1809.
Das Ordensband ist dunkelblau.

## Einzelnachweis
1. ↑  E. Heusigner: Geschichte der Residenzstadt Braunschweig von 1806 bis 1831. Verlag Bock & Comp., Braunschweig 1861, S. 144, online.